# 2348 Michkovitch
2348 Michkovitch è un asteroide della fascia principale. Scoperto nel 1939, presenta un'orbita caratterizzata da un semiasse maggiore pari a 2,3981562 UA e da un'eccentricità di 0,1708013, inclinata di 4,67124° rispetto all'eclittica.